# Halowe Mistrzostwa Świata w Lekkoatletyce 2022 – skok o tyczce kobiet
Skok o tyczce kobiet – jedna z konkurencji technicznych rozgrywanych podczas halowych lekkoatletycznych mistrzostw świata w Štark Arena w Belgradzie.
Tytuł mistrzowski z 2018 obroniła Amerykanka Sandi Morris.

## Terminarz
| Data     | Godzina |       |
| -------- | ------- | ----- |
| 19 marca | 18:08   | Finał |

## Rekordy
W poniższej tabeli przedstawiono (według stanu przed rozpoczęciem mistrzostw) halowe rekordy świata, poszczególnych kontynentów, halowych mistrzostw świata oraz najlepszy wynik na listach światowych w 2022.
|                                   | Zawodniczka       | Wynik | Miejsce          | Data                |
| --------------------------------- | ----------------- | ----- | ---------------- | ------------------- |
| Halowy rekord świata              | Jennifer Suhr     | 5,02  | Albuquerque      | 2 marca 2013(dts)   |
| Rekord halowych mistrzostw świata | Sandi Morris      | 4,95  | Birmingham       | 3 marca 2018(dts)   |
| Halowy rekord Afryki              | Elmarie Gerryts   | 4,41  | Birmingham       | 20 lutego 2000(dts) |
| Halowy rekord Ameryki Południowej | Fabiana Murer     | 4,83  | Nevers           | 7 lutego 2015(dts)  |
| Halowy rekord Ameryki Północnej   | Jennifer Suhr     | 5,02  | Albuquerque      | 2 marca 2013(dts)   |
| Halowy rekord Australii i Oceanii | Eliza McCartney   | 4,75  | Birmingham       | 3 marca 2018(dts)   |
| Halowy rekord Azji                | Li Ling           | 4,70  | Doha             | 19 lutego 2016(dts) |
| Halowy rekord Europy              | Jelena Isinbajewa | 5,01  | Sztokholm        | 23 lutego 2012(dts) |
| Listy światowe                    | Anżelika Sidorowa | 4,87  | Clermont-Ferrand | 19 lutego 2022(dts) |

## Wyniki
| WR – rekord świata \| CR – rekord mistrzostw świata \| NR – rekord kraju \| AR – rekord kontynentu \| WL – najlepszy wynik na listach światowych w sezonie 2022 \| SB – najlepszy wynik w sezonie \| PB – rekord życiowy |

### Finał
Źródło: World Athletics.
| Pozycja | Zawodniczka      | Reprezentacja     | 4,30 | 4,45 | 4,60 | 4,70 | 4,75 | 4,80 | 4,90 | Wynik | Uwagi |
| ------- | ---------------- | ----------------- | ---- | ---- | ---- | ---- | ---- | ---- | ---- | ----- | ----- |
| 01 !    | Sandi Morris     | Stany Zjednoczone | –    | o    | xo   | o    | o    | xxo  | xxx  | 4,80  | SB    |
| 02 !    | Katie Nageotte   | Stany Zjednoczone | –    | o    | o    | o    | o    | xxx  |      | 4,75  |       |
| 03 !    | Tina Šutej       | Słowenia          | –    | o    | xo   | xxo  | o    | xxx  |      | 4,75  |       |
| 4.      | Jana Hładijczuk  | Ukraina           | o    | xo   | o    | xxx  |      |      |      | 4,60  | SB    |
| 4.      | Angelica Moser   | Szwajcaria        | –    | xo   | o    | xxx  |      |      |      | 4,60  |       |
| 6.      | Olivia McTaggart | Nowa Zelandia     | o    | o    | xxo  | xxx  |      |      |      | 4,60  |       |
| 7.      | Xu Huiqin        | Chiny             | o    | o    | xxx  |      |      |      |      | 4,45  |       |
| 8.      | Elisa Molinarolo | Włochy            | xxo  | o    | xxx  |      |      |      |      | 4,45  |       |
| 9.      | Amálie Švábíková | Czechy            | o    | xo   | xxx  |      |      |      |      | 4,45  |       |
| 10.     | Margot Chevrier  | Francja           | xo   | xo   | xxx  |      |      |      |      | 4,45  |       |
| 11.     | Roberta Bruni    | Włochy            | o    | xxx  |      |      |      |      |      | 4,30  |       |